# Елхаида Дани
Елхаида Дани е албанска певица.
Става известна, след като на 16-годишна възраст печели албанската версия на „Star Academy“ през 2009 г. През 2012 г. печели „Top Fest“ с песента S'je më („Ти не си същия вече“). По-късно същата година участва в „Гласът на Италия“ и печели предаването с над 70% зрителски вот. Издава първия си сингъл Baciami e Basta в Италия. Представя Албания на Евровизия 2015 във Виена, Австрия.

## Живот и кариера

### 1993 – 2012: Ранна кариера
Елхаида Дани е родена на 17 февруари 1993 г. в Шкодра, Северозападна Албания. Учи пиано от шестгодишна възраст. Започва да се появява по националната албанска телевизия, след като участва в „Kënga Magjike“ с песента Fjala e fundit („Последната дума“).
През 2009 г. участва в албанската версия на Star Academy и печели предаването. След това продължава да участва в редица конкурси из Балканите.
През 2011 г. взема участие във фестивала „Sunčane Skale“ в Черна гора с песента Si asnjëherë („Както никога преди“) и печели в младежката категория. Същата година печели конкурса за млади изпълнители „Сребърна Янтра“, който се провежда във Велико Търново, България.
През 2012 г. работи с албанския лейбъл „Threedots Music Albania“ и написва S'je më („Ти не си същия вече“) и печели най-голямото албанско музикално предаване „Top Fest“.

### 2012 – 2014: „Гласът на Италия“
След като печели във всички балкански конкурси, в които взема участие, Дани решава временно да се премести в Рим, Италия, за да се яви в прослушванията на „Гласът на Италия“. Тя участва на кастинга с песента на Джеси Джей – Mamma Knows Best и получава добри отзиви от журито и публиката. Решава да се присъедини в отбора на Рикардо Кочианте. Минава през различните етапи на предаването и стига до финала, който печели с песента When love calls your name, неиздавана песен, която Рикардо Кочианте пише за нея и печели предаването с над 70% зрителски вот.

### 2015 – наши дни: „Евровизия 2015“
През декември 2014 г. печели местния албански конкурс за Евровизия с песента Diell („Слънце“), с която да представя Албания на Евровизия 2015 във Виена, Австрия, но на 23 февруари 2015 г. Дани съобщава, че текстописците оттеглят песента от състезанието и че ще изпълни друга песен на Евровизия. На следващия ден 24 февруари 2015 г. е обявена песента, която ще представи Албания – I'm Alive („Аз съм жива“).